# Girls Camp
Als Girls Camp bezeichnet das österreichische Bundesheer seine seit September 2016 jährlich abgehaltenen Informationsveranstaltungen für Frauen im Alter von 17 bis 30 Jahren, die sich für eine Karriere als Soldatin interessieren.

## Geschichte
Die Girls Camps wurden Mitte September 2016 erstmals bei den Jägerbataillonen 18 und 19 abgehalten. Ziel der Veranstaltungen ist es, interessierten Frauen die tägliche Beschäftigung als Soldatin näher zu bringen. Die Frauen sind dafür für ca. drei Tage in einer Kaserne stationiert und durchlaufen verschiedene Stationen wie Exerzieren, Selbstverteidigung, militärische Körperausbildung, marschieren, tarnen und Überleben in freier Natur um einen Einblick in den Soldatenberuf zu erhalten.
Initiiert wurden die Girls Camps unter der Ministerschaft von Hans Peter Doskozil, da kritisiert wurde, dass Frauen oft keinen Einblick in den Beruf als Soldat haben würden, während Männer aufgrund des Grundwehrdienstes bereits eine Vorstellung vom Soldatenberuf hätten. Obwohl Frauen bereits seit 1998 ins Bundesheer einrücken konnten betrug der Frauenanteil im Jahr 2016 erst ca. zwei bis drei Prozent.
Im Jahr 2017 nahmen ca. 220 Personen an den Girls Camps teil, bei den ersten Girls Camps im Jahr 2018 waren es 84.

### Abgehaltene Girls Camps
- 2016
  - 16. bis 18. September
    - Güssing, Burgenland
    - St. Michael in Obersteiermark, Steiermark

- 2017
  - 7. bis 8. Juli
    - Klagenfurt, Kärnten
    - Mistelbach, Niederösterreich

- - 1. bis 3. September
    - Ried im Innkreis, Oberösterreich
    - Hochfilzen, Tirol

- 2018
  - 29. Juni bis 1. Juli
    - Villach, Kärnten
    - Allentsteig, Niederösterreich
    - Ried im Innkreis, Oberösterreich

- - 31. August bis 2. September
    - Bruckneudorf, Burgenland (nach Unfall am 1. September abgebrochen)
    - Amstetten, Niederösterreich
    - Lienz, Tirol

### Unfall auf der Donau im September 2018

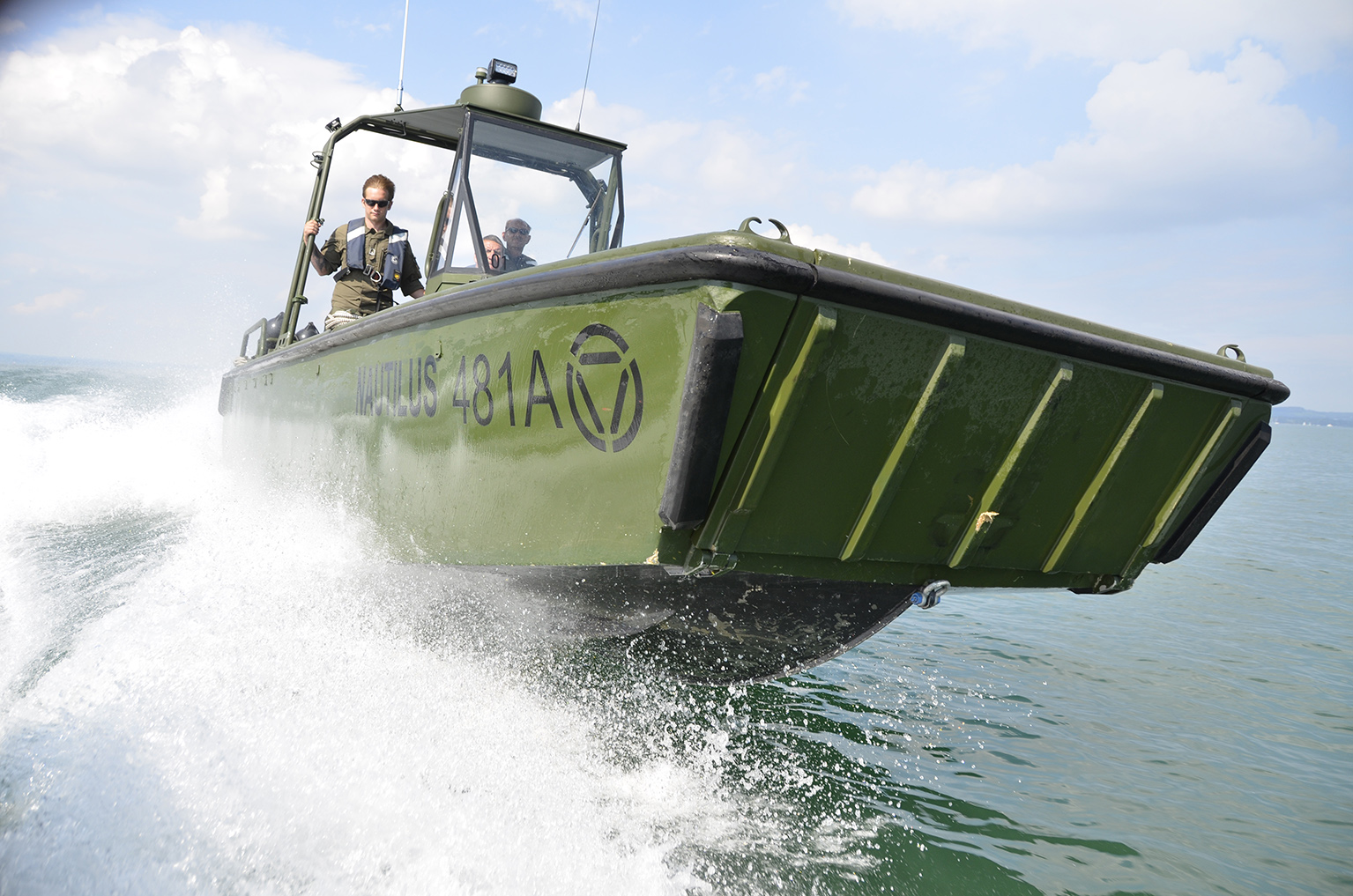
Pionierboot

Im Rahmen des Girls Camp in Bruckneudorf Ende August beziehungsweise Anfang September 2018 kam es am 1. September 2018 gegen 10 Uhr zu einem Unfall mit einem Pionierboot des Bundesheers bei einer Fahrt auf der Donau bei Hainburg in Niederösterreich, Bezirk Bruck an der Leitha. Nach ersten Erkenntnissen dürfte eine Welle das Boot zum Kentern gebracht haben. Zwei Frauen mussten reanimiert werden, insgesamt 24 weitere Teilnehmer des Camps mussten medizinisch betreut werden. Die Veranstaltung wurde nach diesem Vorfall abgebrochen. Das Bundesheer setzte eine Untersuchungskommission ein.
Das 2,5 Tonnen schwere Arbeits- und Transportboot ist seit 2015 beim Bundesheer in Verwendung. Bisher gab es keine Vorfälle mit dieser Bootstype.